# Karategi

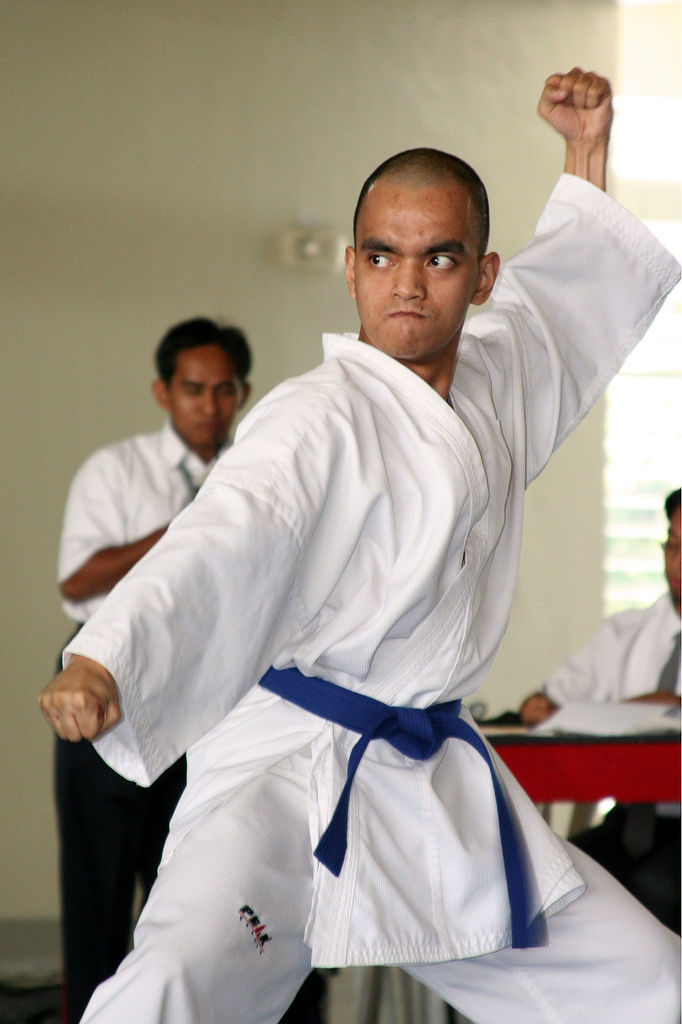
Un estudiante de karate vestido con karategi

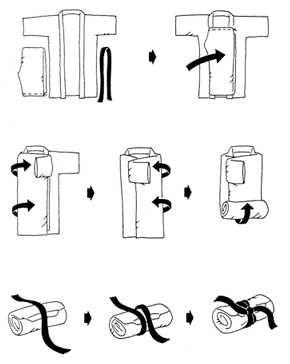
Cómo doblar un karategi

El karate-gi ( 空手 着 o 空手 衣 ) o uniforme de entrenamiento, es un término que, en el contexto de las artes marciales se usa para describir el atuendo que emplea el practicante en las clases de karate.

## Estructura
El Karate-gi comúnmente, se compone de tres elementos: una chaqueta sin botones, denominada 'uwagi'|上着 , un pantalón, denominado 'zubon' |ズボン y el cinturón, denominado 'Obi'.
Tradicionalmente de color negro sin mangas con estampado y rojos con dragones en la espalda, elaborado de algodón peinado, antiguamente se elaboraba de una tela pesada, pero actualmente los que practican combate, kumite, lo prefieren de una tela liviana y los que practican formas, katas, lo prefieren de telas pesadas.
La mayoría de la calidad de los karategi poseen un corte de tela ligero pero resistente esto con la finalidad de soportar duros entrenamientos y facilitar los diferentes movimientos del arte marcialista mientras emplea patadas, golpes sin restringir la movilidad del practicante .
El Karategi también tiene un sonido peculiar cuando un movimiento es ejecutado, esto ayuda también al artista marcial a ejecutar técnicas de patadas y golpes de una manera más precisa ya que el practicante se acostumbra al sonido que también emiten los trajes y considerando de esta manera el mejor empleo en los tiempos de ejecución de la técnica.
Actualmente los uniformes de karate vienen en una amplia gama de colores. La mayoría de los practicantes de karate todavía visten el clásico blanco o en otras artes marciales como lima lama utilizan el negro o en algunos clubes utilizan un sistema de diferentes colores para diferenciar los estudiantes de los instructores.
Pero es generalmente igual y blanco en el uwagi y el zubon siendo el color del obi diferente muchas veces indicando el nivel del practicante.
- Judogi (柔道着) - Judo
- Karategi (空手着) - Karate
- Aikidogi (合気道着) - Aikido
- Kendogi (剣道着) - Kendo
- Jūjutsugi (柔術着) - Jūjutsu

## El uwagi | 上着
Es la chaqueta de entrenamiento en donde se notan mayores diferencias entre los artes marciales en los cuales se emplea. En el Karate generalmente es de algodón más fino, carece de la costura frontal pero tiene las mangas cortas o cosidas para dar mayor movilidad y tener menor peso. 
Al vestirlo la solapa izquierda cubre a la derecha. Esta forma de cubrir una solapa con la otra es factiblemente herencia de la época feudal, donde los samurái portaban su katana (sable) en el lado izquierdo. Si cubrieran el lado izquierdo con el derecho, con frecuencia la empuñadura se engancharía con la solapa derecha al desenvainar, lo cual podría significar la muerte ante un adversario rápido. Asimismo, cubriendo la solapa derecha con la izquierda se puede esconder un cuchillo (tanto) por dentro, que se desenvainará rápidamente introduciendo la diestra bajo ésta. Una etiqueta con la marca del keikogi con frecuencia se pone en la parte inferior de la solapa correspondiente. Puede ser blanco, negro, azul o rojo

## Historia de la adopción del karate-gi en el Karate[1]
El Karate -gi deriva del judo -gi.  El maestro Jigoro Kano, fundador del judo, cuando instauró el traje oficial de judo, se inspiró en el antiguo traje de color crema (color natural del tejido) de Jiu-Jitsu hecho de lino forrado de algodón y teniendo en cuenta que por el sudor, el roce y los constantes lavados dicha indumentaria se iba blanqueando, decidió que el judo -gi fuese de color blanco.
En el año 1922, el maestro Gichin Funakoshi,y padre del estilo shoto kan, fue invitado a Tokio, Japón, por el creador del Judo, Jigoro Kano, para realizar una exhibición. Gishin Funakoshi no poseía un uniforme, pues en Okinawa se acostumbraba a entrenar en pantalón corto y camiseta.
Cuando Kano fue a buscar a Funakoshi para la presentación y lo vio vestido así, le sugirió que utilizara otra cosa para la presentación, explicándole que en Japón eran muy cuidadosos con la formalidad y su indumentaria no sería bien vista por lo presentes.
Funakoshi sorprendido, le insistió en que así vestían tradicionalmente en la isla. “Entiendo muy bien, Sensei Funakoshi – dijo el Maestro Kano apresuradamente – Pero los japoneses son muy diferentes. Sugiero que use un Judo Gi-, que es ya una prenda conocida y creo que se adaptará perfectamente a sus movimientos. Permítame traer uno”.
El Maestro Kano fue a buscar un judo-gi y rápidamente volvió con la esperanza de que al Maestro Funakoshi le gustaría.
“Por favor, Sensei Funakoshi, pruébelo. También tengo un cinturón negro, que en Judo representa la jerarquía de Dan, y como usted es un maestro de karate, debería usarlo, para que los presentes comprendan adecuadamente su estatus en su arte marcial.”
El Maestro Funakoshi quedó fascinado con la prenda y la utilizó. La demostración del Maestro Funakoshi fue un éxito. Los japoneses estaban muy impresionados con las nuevas artes marciales que el Sensei Funakoshi había traído consigo. Ese mismo día se extendieron invitaciones a él a permanecer en Japón y enseñar karate.